# Die Reise zum Mittelpunkt der Erde (1959)
Die Reise zum Mittelpunkt der Erde (Originaltitel: Journey to the Center of the Earth) ist ein Kinofilm aus dem Jahr 1959. Der Abenteuerfilm nach Jules Vernes gleichnamigen Roman entstand unter der Regie von Henry Levin. In den Hauptrollen sind James Mason, Arlene Dahl, Pat Boone und Diane Baker zu sehen. Der Film erhielt drei Oscar-Nominierungen.

## Handlung
Edinburgh 1880: Der frisch geadelte Geologie-Professor Oliver Lindenbrook bekommt von seinem Studenten Alec einen rätselhaften Lava-Brocken geschenkt, der schwerer ist als er eigentlich sein dürfte. Als es bei der Untersuchung des Steines zu einer Explosion kommt, stellt sich heraus, dass sich im Lava-Brocken ein Senkblei mit einer Nachricht des isländischen Gelehrten Arne Saknussemm befand. Saknussemm, der dreihundert Jahre zuvor den Mittelpunkt der Erde erreichen wollte, verschwand eines Tages auf mysteriöse Weise.
Da Lindenbrooks Kollege Goetaborg dessen Briefe nicht beantwortet, sondern selbst zum Mittelpunkt der Erde aufbricht, macht sich Lindenbrook sofort mit Alec auf den Weg nach Island. In Reykjavík finden sie heraus, dass Goetaborg von einem Unbekannten vergiftet wurde und treffen auf den jungen Hans Belker (mit seiner Ente Gêrtrût) sowie Goetaborgs Witwe Carla. Es stellt sich heraus, dass Goetaborg von Graf Saknussemm ermordet wurde, einem Nachfahren jenes verschwundenen Forschers.
Schließlich brechen Lindenbrook, Alec, Hans (in Begleitung von Gêrtrût) und Carla zu ihrer Expedition zum Mittelpunkt der Erde auf und werden dabei von Graf Saknussemm verfolgt. Dieser versucht, eine falsche Fährte zu legen, was jedoch von Carla bemerkt wird. Bei einer Flutwelle, in der die Gruppe fast ertrinkt, verliert man Alec aus den Augen. Dieser jedoch trifft in der Zwischenzeit auf Saknussemm. Als Alec von seinen Begleitern wiedergefunden wird, werden sie von Saknussemm mit einer Pistole bedroht, können ihn jedoch überwältigen. Bei der Fortsetzung ihrer Expedition entdeckt Saknussemm einen großen Ozean, an dem die Gruppe von einer Dimetrodon-Herde bedroht wird, jedoch mit einem Floß flüchten kann. Man erreicht den Mittelpunkt der Erde; Gêrtrût findet durch die Hand des hungrigen Saknussemm ein unrühmliches Ende. Als dieser vom wütenden Hans angegriffen und von Felsbrocken erschlagen wird, entdeckt die Gruppe eine versunkene Stadt – das verlorene Atlantis – und die skelettierte Leiche des verschollenen Forschers Saknussemm. Als die vier mit dessen Schießpulver eine Explosion herbeiführen, kommt es zu einem Erdbeben und die in einer riesigen Altarschüssel kauernde Gruppe gleitet auf Lava durch den Schlot des Vulkans Stromboli zur Erdoberfläche.
Vor einer ihn willkommen heißenden Schar seiner Landsleute erklärt Lindenbrook die Expedition für gescheitert, da er keine Beweise für seine Beobachtungen vorlegen kann; jedoch kommt es zu einem Kuss zwischen ihm und Carla.

## Hintergrund
Nach dem weltweiten Erfolg von Disneys 20.000 Meilen unter dem Meer (1954), kündigten mehrere Hollywood-Studios an, das Buch Die Reise zum Mittelpunkt der Erde verfilmen zu wollen. Erst Produzent Charles Brackett gelang es 1958, die Filmrechte für die 20th Century-Fox zu erwerben. Für den populären Sänger Pat Boone wurden drei Lieder geschrieben. Clifton Webb musste kurz vor Drehbeginn wegen Krankheit durch James Mason ersetzt werden. Die Dreharbeiten dauerten von Juni bis September 1959. Die Außenaufnahmen entstanden in Edinburgh, beim Amboy-Krater in der Mojave-Wüste und im Carlsbad-Caverns-Nationalpark. Der Film kostete 3,4 Millionen US-Dollar und kam am 16. Dezember 1959 in die US-amerikanischen Kinos, wo er mit Erfolg gespielt wurde.
Die deutsche Centfox brachte die synchronisierte Fassung im Januar 1960 in die bundesdeutschen Lichtspieltheater. Seit 1972 wird der Film regelmäßig im Fernsehen wiederholt.

## Kritiken
„Nach einem Roman von Jules Verne gestaltete utopische Geschichte, die effektvoll und mit Liebe zum Detail inszeniert wurde. Unbeschwerte, spannende Unterhaltung mit vielen witzigen Einfällen.“

„Der […] Fantasyfilm besticht trotz der antiquierten Tricktechnik. […] Charmantes, nostalgisches Abenteuer.“

## Neuverfilmungen
Im Jahr 1976 entstand eine spanische Verfilmung des Stoffes (Regie: Juan Piquer Simón), im Jahr 1989 eine amerikanische (Regie: Rusty Lemorande und Albert Pyun). Ferner gibt es zwei amerikanische Fernsehfilme: aus dem Jahr 1993 (Regie: William Dear) und aus dem Jahr 1999 (Regie: George Miller). Die sich wenig an die Originalgeschichte haltende Neuverfilmung Die Reise zum Mittelpunkt der Erde (2008) (Journey to the Center of the Earth) mit Brendan Fraser als Professor Trevor Anderson war die erste Produktion für das digitale 3D-Kino (D-Cinema) mit echten Schauspielern (andere Produktionen waren computeranimiert).

## Synchronisation
- Prof. Oliver Lindenbrook: Friedrich Joloff
- Carla Goetaborg: Edith Schneider
- Alec McEwen: Herbert Stass
- Jenny: Sabine Eggerth
- Graf Saknussemm: Arnold Marquis
- Hans: Peter Ronson
- Dekan: Konrad Wagner
- Paisley: Herbert Weißbach
- Rektor: Hans Hessling
- Hotelbesitzerin: Ursula Krieg
- Zeitungsverkäufer: Walter Bluhm

## Unterschiede zum Roman
Wie bei vielen Romanverfilmungen unterscheidet sich auch diese Filmversion von Jules Vernes Roman.
- Im Roman heißt die Hauptfigur Otto Lidenbrock. Im Film benannte man ihn in Oliver Lindenbrook um.
- Lindenbrooks Helfer Alec heißt im Roman Axel und ist sein Neffe. Außerdem wurde aus Hans Bjelke Hans Belker.
- Im Roman finden Lidenbrock und Axel ihre Inspiration und den ersten Hinweis zum Weg zum Mittelpunkt der Erde in einem uralten isländischen Buch, in dem der mittelalterliche Gelehrte Arne Saknussemm eine verschlüsselte Nachricht auf Pergament versteckt hatte. Im Film findet Lindenbrock nach der unbeabsichtigten Explosion eines Schmelzofens ein Senkblei, auf dem mit roter Farbe Arne Saknussemms Nachricht zum Weg und Ziel aufgebracht ist.
- Im Film trifft die Gruppe nur auf eine Dimetrodon-Herde, im Roman hingegen auf Tiere unterschiedlicher ausgestorbener Arten.
- Im Roman ist Lindenbrook ein Deutscher und lebt in Hamburg. Im Film wurde er zum Schotten und lebt in Edinburgh.
- Bevor sie nach Island reisen, machen Lindenbrook und Alec im Roman einen Aufenthalt in Kopenhagen. Im Film existiert diese Szene nicht.
- Im Film gehen die Gefährten – von Ausnahmen abgesehen – den richtigen Weg, während sie im Roman einen falschen Weg nehmen.
- Hans entdeckt bei der Suche nach Wasser eine Wasserader, der entstehende Bach wurde daraufhin Hansbach genannt. Diese Szene taucht nur im Roman auf.
- Bei der Floßfahrt gibt es große Unterschiede zwischen Film und Roman. Im Film erlebt die Gruppe nichts Besonderes, während sie im Roman Zeuge eines Kampfes zwischen einem Ichthyosaurus und einem Plesiosaurus wird. Außerdem rollt während des Sturms ein Kugelblitz über das Floß.
- Im Roman stößt die Gruppe nicht auf die Überreste von Atlantis und auf das Skelett Saknussemms, sondern auf einen riesigen Saurierfriedhof und sieht einen nicht näher beschriebenen lebenden prähistorischen Menschen.
- Im Roman passiert folgendes am Ende: Als die Reisenden den Weg freisprengen, reißen sie einen Abgrund auf. Auf dem Floß gelangen sie zuerst auf Wasser, dann auf Lava in den Krater des ausbrechenden Vulkans auf der Insel Stromboli. Durch den Krater werden sie zurück auf die Erdoberfläche geschleudert. Das Filmende ist anders: Als es zu einem Erdbeben kommt, gleitet die Gruppe auf einer riesigen Schüssel durch den Schlot eines Vulkans zur Erdoberfläche.
- Carla Goetaborg und Graf Saknussemm, die im Film wichtige Rollen spielen, tauchen im Roman nicht auf. Auch Hans’  Ente Gêrtrût und Carlas Mann Professor Goetaborg, den Graf Saknussemm ermordet, existieren nicht im Roman.

## Auszeichnungen
- Bei der Oscarverleihung 1960 wurde der Film in den Kategorien Bestes Szenenbild (Farbe), Beste visuelle Effekte und Bester Ton für den Oscar nominiert.
- Im selben Jahr belegte der Film bei den Laurel Awards den zweiten Platz in der Kategorie Bestes Action-Drama.

## DVD-Veröffentlichung
- Die Reise zum Mittelpunkt der Erde. Twentieth Century-Fox Home Entertainment 2003 und 2010

## Soundtrack
- Bernard Herrmann: Journey to the Center of the Earth. Original Motion Picture Soundtrack. Varèse Sarabande / Colosseum, Nürnberg 1997. Tonträger-Nr. VSD (CVS) 5849 – Originalaufnahme der Filmmusik unter Leitung des Komponisten.